# Hyperbolometrická funkce

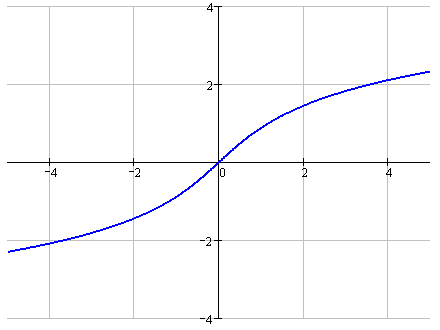
Graf funkce argsinh x

Hyperbolometrické funkce jsou funkce inverzní k funkcím hyperbolickým. Jedná se o funkce argument hyperbolického sinu (argsinh x), argument hyperbolického kosinu (argcosh x), argument hyperbolického tangens (argtanh x) a argument hyperbolického kotangens (argcoth x).

## Argument hyperbolického sinu (argsinh x)
Funkce {\displaystyle y=\arg \sinh x}

### Definiční obor
{\displaystyle x\in \mathbb {R} }

### Obor hodnot
{\displaystyle y\in \mathbb {R} }

### Parita
Lichá (inverzní funkce k liché funkci je lichá funkce)

### Identita
{\displaystyle \arg \sinh x=\ln(x+{\sqrt {x^{2}+1}})}

## Argument hyperbolického kosinu (argcosh x)
Funkce {\displaystyle y=\arg \cosh x}

### Definiční obor
{\displaystyle 1\leq x<\infty }

### Obor hodnot
{\displaystyle 0\leq y<\infty }

### Parita
Ani lichá ani sudá

### Identita
{\displaystyle \arg \cosh x=\ln(x+{\sqrt {x^{2}-1}})}

## Argument hyperbolického tangens (argtanh x)
Funkce {\displaystyle y=\arg \tanh x}

### Definiční obor
{\displaystyle -1<x<1} resp. {\displaystyle |x|<1}

### Obor hodnot
{\displaystyle y\in \mathbb {R} }

### Parita
Lichá (inverzní funkce k liché funkci je lichá funkce)

### Identita
{\displaystyle \arg \tanh x={\frac {1}{2}}\ln {\frac {1+x}{1-x}}}

## Argument hyperbolického kotangens (argcoth x)
Funkce {\displaystyle y=\arg \coth x}

### Definiční obor
{\displaystyle |x|>1}

### Obor hodnot
{\displaystyle y=\mathbb {R} -\{0\}}

### Parita
Lichá (inverzní funkce k liché funkci je lichá funkce)

### Identita
{\displaystyle \arg \coth x={\frac {1}{2}}\ln {\frac {x+1}{x-1}}}

## Identity
| {\displaystyle \arg \sinh x} | {\displaystyle =\arg \cosh {\sqrt {x^{2}+1}}\ \ \ \ \ \ \ (x\geq 0)} |
|                              | {\displaystyle =-\arg \cosh {\sqrt {x^{2}+1}}\ \ \ \ \ (x<0)}        |
|                              | {\displaystyle =\arg \tanh {\frac {x}{\sqrt {x^{2}+1}}}}             |

{\displaystyle \arg \cosh x=\arg \sinh {\sqrt {x^{2}-1}}=\arg \tanh {\frac {\sqrt {x^{2}-1}}{x}}\ \ \ \ \ (x\geq 0)}
{\displaystyle \arg \tanh x=\sinh {\frac {x}{\sqrt {1-x^{2}}}}\ \ \ \ \ (x\geq 0)}
| {\displaystyle \arg \tanh x} | {\displaystyle =\arg \sinh {\frac {x}{\sqrt {1-x^{2}}}}\ \ \ \ \ \ \ (\|x\|<1)} |
|                              | {\displaystyle =\arg \cosh {\frac {1}{\sqrt {1-x^{2}}}}\ \ \ \ \ (0\leq x<1)}   |
|                              | {\displaystyle =-\arg \cosh {\frac {1}{\sqrt {1-x^{2}}}}\ \ \ \ \ (-1<x\leq 0)} |
|                              | {\displaystyle =\arg \coth {\frac {1}{x}}\ \ \ \ \ (-1<x<1,x\not =0)}           |

| {\displaystyle \arg \coth x} | {\displaystyle =\arg \sinh {\frac {1}{\sqrt {x^{2}-1}}}\ \ \ \ \ (x>1)}   |
|                              | {\displaystyle =-\arg \sinh {\frac {1}{\sqrt {x^{2}-1}}}\ \ \ \ \ (x<-1)} |
|                              | {\displaystyle =\arg \cosh {\frac {x}{\sqrt {x^{2}-1}}}\ \ \ \ \ (x>1)}   |
|                              | {\displaystyle =\arg \tanh {\frac {1}{x}}\ \ \ \ \ (\|x\|>1)}             |

{\displaystyle \arg \sinh x\pm \arg \sinh y=\arg \sinh(x{\sqrt {1+y^{2}}}\pm y{\sqrt {1+x^{2}}})}
{\displaystyle \arg \cosh x\pm \arg \cosh y=\arg \cosh(xy\pm {\sqrt {(1+x^{2})(y^{2}-1)}})\ \ \ \ \ (x\geq 1,y\geq 1)}
{\displaystyle \arg \tanh x\pm \arg \tanh y=\arg \tanh {\frac {x\pm y}{1\pm xy}}\ \ \ \ \ (|x|<1,|y|<1)}

## Derivace
{\displaystyle (\arg \sinh x)'={\frac {1}{\sqrt {1+x^{2}}}}}
{\displaystyle (\arg \cosh x)'={\frac {1}{\sqrt {x^{2}-1}}}\ \ \ \ \ (x>1)}
{\displaystyle (\arg \tanh x)'={\frac {1}{1-x^{2}}}\ \ \ \ \ (|x|<1)}
{\displaystyle (\arg \coth x)'={\frac {1}{1-x^{2}}}\ \ \ \ \ (|x|>1)}

## Integrál
{\displaystyle \int {\frac {1}{\sqrt {1+x^{2}}}}{\rm {d}}x=\arg \sinh x+C}
{\displaystyle \int {\frac {1}{\sqrt {x^{2}-1}}}{\rm {d}}x=\arg \cosh x+C\ \ \ \ \ (x>1)}
| {\displaystyle \int {\frac {1}{1-x^{2}}}{\rm {d}}x} | {\displaystyle =\arg \tanh x+C\ \ \ \ \ (\|x\|<1)} |
|                                                     | {\displaystyle =\arg \coth x+C\ \ \ \ \ (\|x\|>1)} |